# Jan Collaert
Pour les articles homonymes, voir Collaert.
Jan Collaert, né à Anvers (Belgique) vers 1561 et y décédé vers 1628, est aussi connu sous le nom Jan (II) Collaert ou Hans (II) Collaert. Fils de Hans (I) Collaert et frère d'Adriaen Collaert, il est comme eux un graveur flamand actif à Anvers.

## Biographie

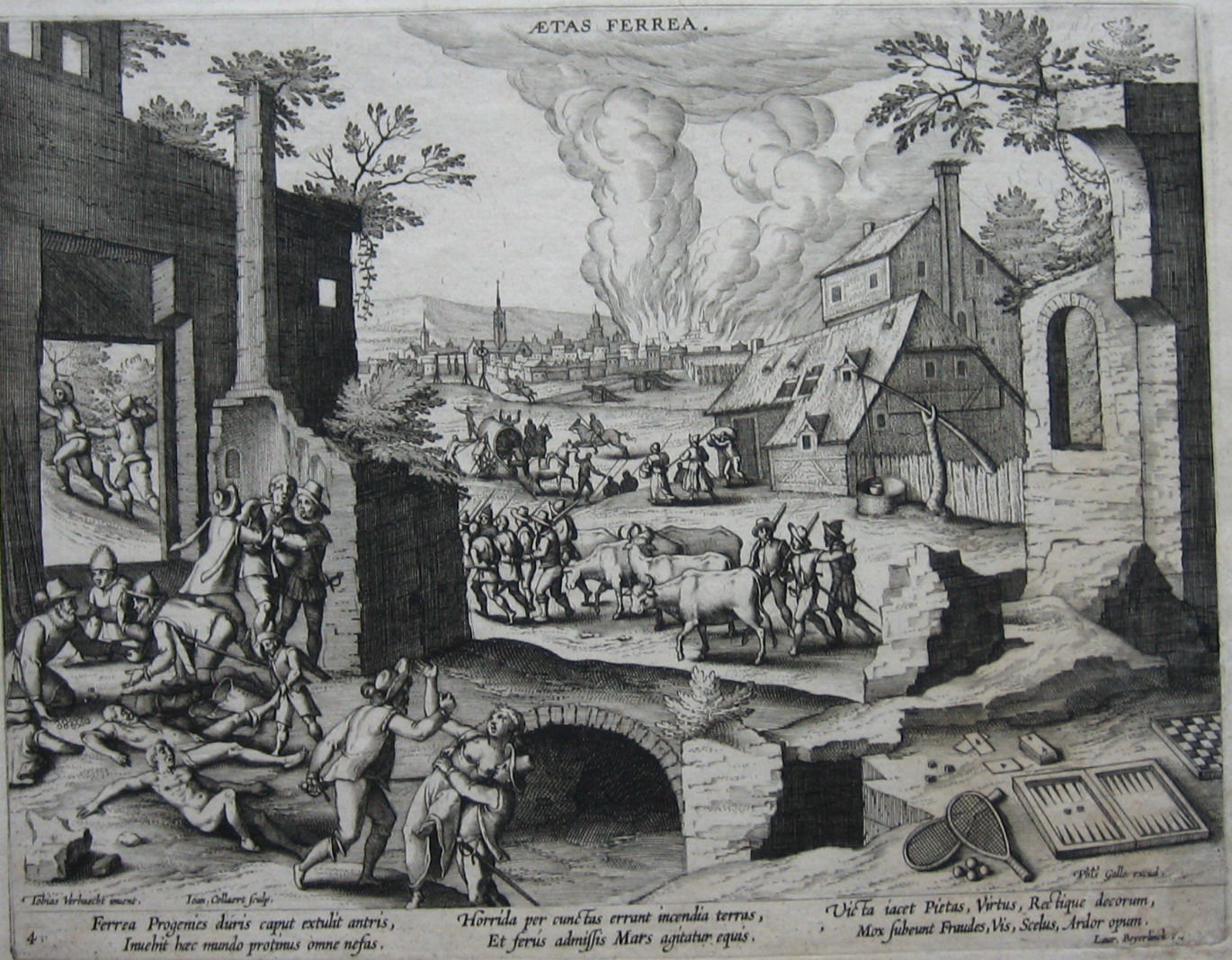
Le Temps de la Furie pendant la Guerre

Jan Collaert est le fils de Hans Collaert. Il fut l'élève et le collaborateur de son frère Adriaen Collaert, de Philippe Galle et de Gerard de Jode. Il est membre de la guilde de Saint-Luc d'Anvers de 1586 jusqu'en 1620 et en devient doyen en 1612.
Jan Collaert fait des illustrations pour Plantin et Moretus et travaille pour Philippe Galle dont il épouse la fille Elisabeth en 1590. Veuf, il épouse le 17 janvier 1595 Elisabeth Firens. C'est un dessinateur, graveur et éditeur flamand qui se distingue dans les scènes de genre, l'illustration, paysages et vie religieuse.
Les deux frères Collaert associent leurs ateliers à celui de Philippe Galle ; leur production commune à laquelle s'associe également leur père ne permet pas toujours de bien distinguer le véritable graveur.
En 1598, la réédition du recueil des portraits des Forestiers et Comtes de Flandres par J.B. Vrients est augmentée des portraits d'Albert et d'Isabelle gravés par Jan Collaert.
Il signe ses gravures Ioan (ou Joan) Collaert et a pour élève Barbara van den Broeck et Antony van der Does (en).
La date de sa mort n'est pas connue avec certitude. Elle se situe entre 1620 et le 28 avril 1628, probablement à Anvers.

## Œuvres
Les deux frères Collaert ont souvent gravé d'après les dessins de Philippe Galle mais Maarten de Vos un autre peintre flamand de la tradition maniériste leur fournit également des sujets comme celui de l'ensemble de Femmes célèbres de l'Ancien Testament, composé de vingt gravures (plus le frontispice) et publié à Anvers par Phillipe Galle. Jan II Collaert a gravé, par exemple, les scènes bibliques avec Sara, Rebecca, Leah, Rachel, Thamar, Miriam la sœur d'Aaron, Rahab, Debora, Jael épouse d'Heber, Mater Sampsonis.
Jérôme Nadal met en chantier dans les années 1570 le projet d'un recueil de 153 estampes intitulé Evangelicae Historiae Imagines (publié en 1593) qui est gravé par plusieurs graveurs flamands dont l'une est signée par Jan Collaert.
Jan Collaert participe également à la gravure et à l'édition de Nova Reperta (nl), une encyclopédie des découvertes les plus importantes de l'époque publiée par Galle vers 1620?-1630 à partir des cartons de Jan van der Straet. 
En 2006, une thèse soutenue par Sarah S. Eftekharian-Laporte met en évidence le Rayonnement International des Gravures Flamandes au XVIe et XVIIe siècles en décrivant les Peintures Murales des Églises Sainte-Bethléem et Saint-Sauveur à la Nouvelle Djoulfa (Ispahan). Des estampes de Jan Collaert servent de modèle pour les peintures murales de ces églises arméniennes en Iran :
- Un petit nombre de gravures de Evangelicae... sont d’Adrian et Jan Collaert, (p. 75)[8] ;
- La Mise au Tombeau, dessin de Maarten de Vos, 1643, (p. 182)[8] ;
- La création d’Ève se retrouve dans les peintures murales de l'église Sainte-Bethléem et la cathédrale Saint-Sauveur, (p. 310-311)[8].

Les quelques œuvres citées ci-dessous font partie des gravures portant la signature de Jan Coallert : 
- Le Miracle de Saint Ignace de Loyola, plaque n°15 d'un recueil sur la vie du saint publié en 1610[9] ;
- Saint Ignace délivrant un jeune possédé, gravure de jan Collaert, 1610[10] ;
- Chasse aux buffles, gravure[11] ;
- Atelier d'Imprimerie, gravure[12] ;
- Singes imitant des chasseurs, gravure d'après Jan van der Straet, 1595[13].

Quelques gravures de Jan Collaert
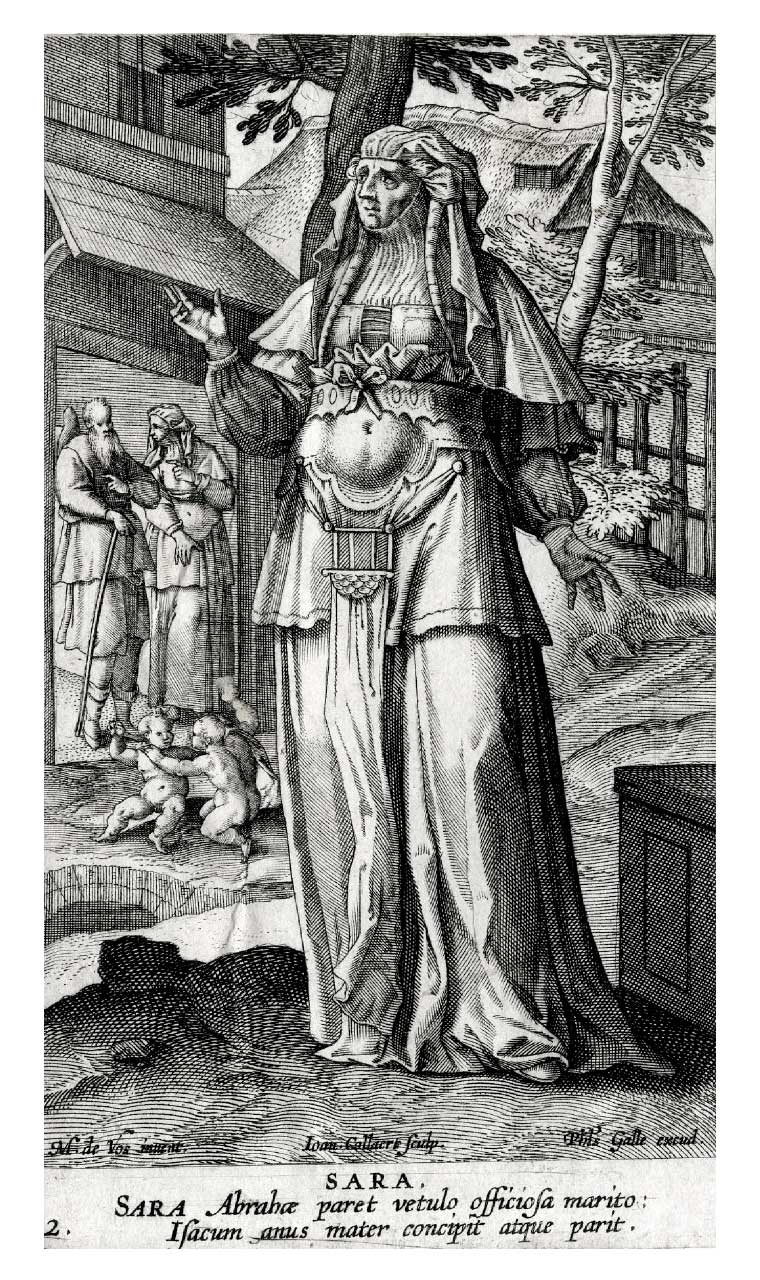
Sara gravure de Jan Collaert (1591)
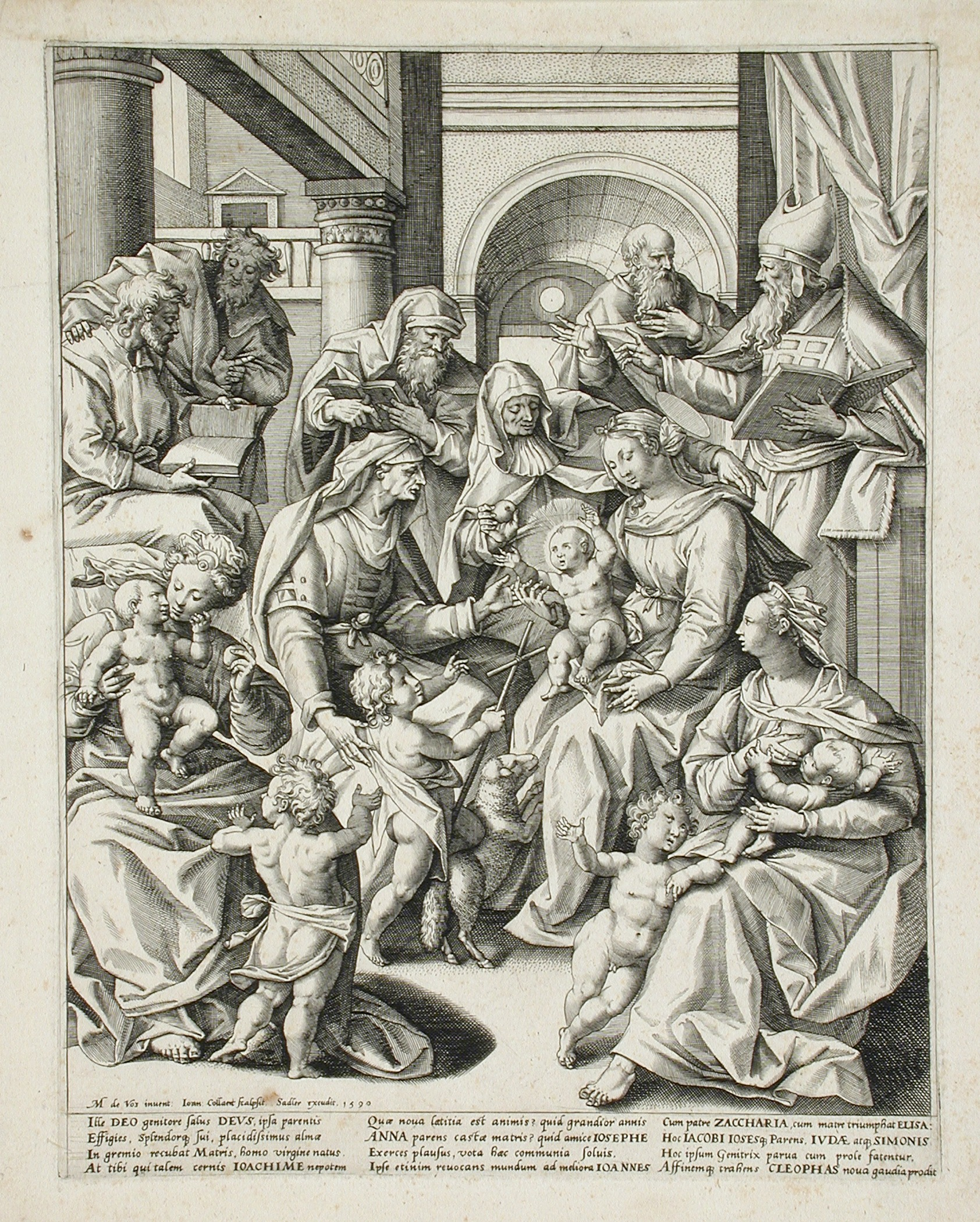
Les trois Marie et leurs enfants
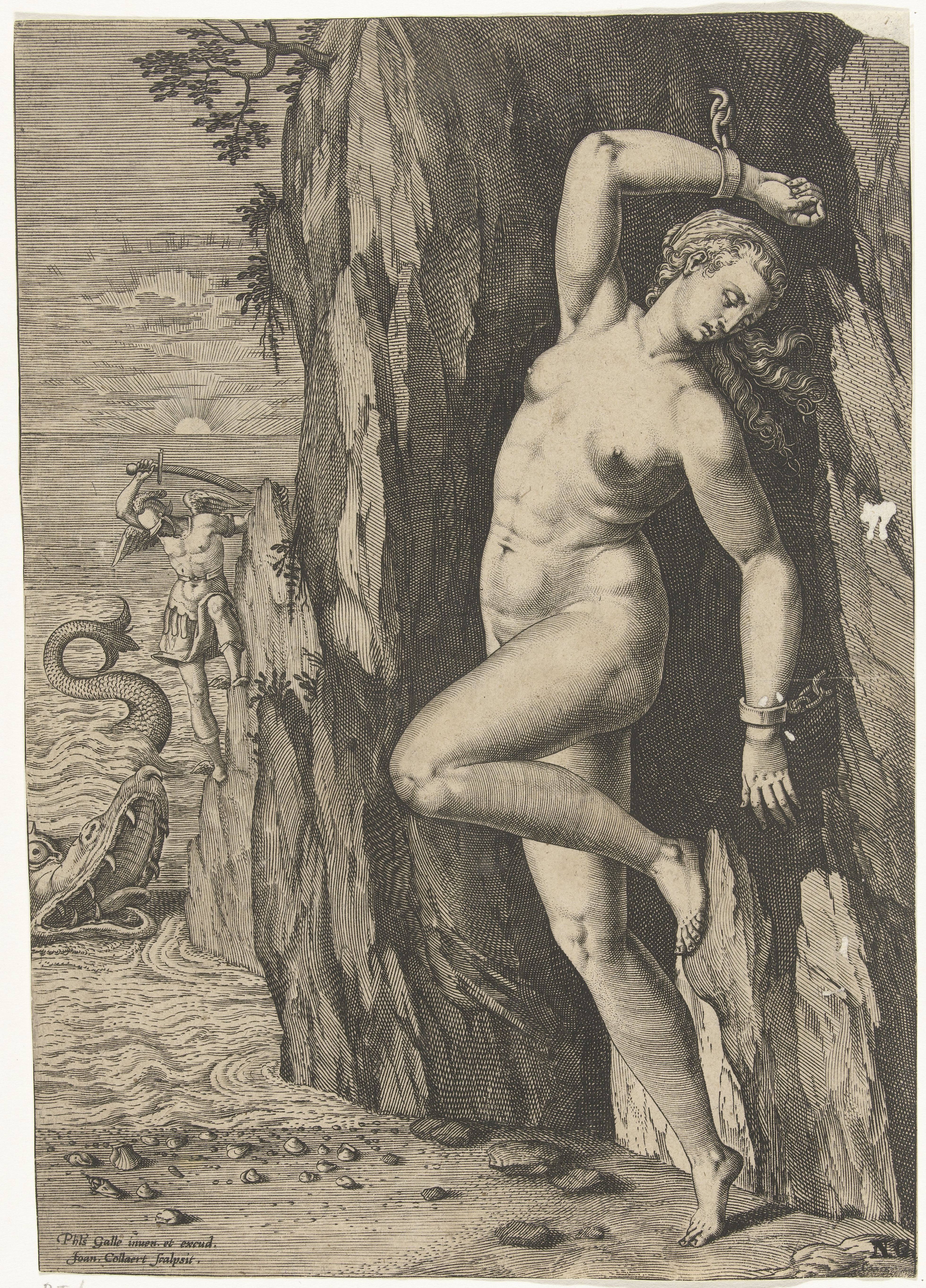
Persée délivrant Andromaque
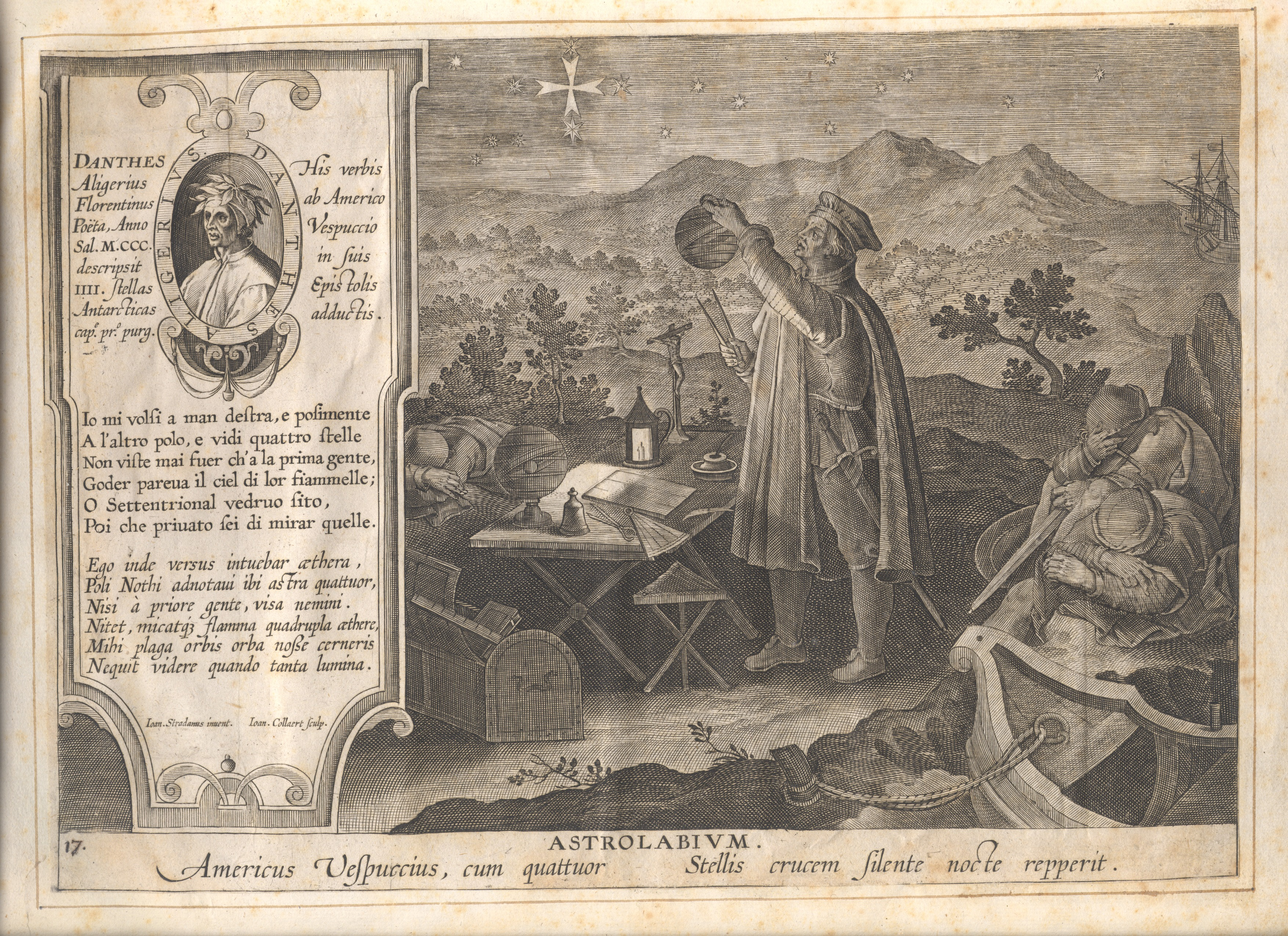
L'utilisation de l'astrolabe par Amerigo Vespucci, collection Musée Plantin-Moretus